# Vesterhavet i storm. Efter solnedgang. Højen
Vesterhavet i storm. Efter solnedgang. Højen. er et oliemaleri af Laurits Tuxen fra 1909. Selv om hans malerier af Skagen er fra begyndelsen af det 20. århundrede, anses Tuxen nu for at være en del af kunstnergruppen Skagensmalerne, som samledes i Skagen i 1870'erne og 1880'erne.
Maleriet forestillinger havet ved Højen på vestkysten af Skagen Odde. Det måler 176x234 cm og er et af Tuxens største værker. Størrelsen giver det indtryk, at beskueren står ved det oprørte hav, især hvis han står tæt ved bølgerne, hvor de rammer den nederste del af rammen. Det blågrønne hav står i kontrast til de varme orange og gule nuancer af himlen, mens solen netop viser de sidste stråler, som reflekteres i bølgerne. Mens mange af værker af Skagensmalerne skildrer strandene, er Tuxens maleri et af de få, som er begrænset til havet.
Tuxen donerede værket til Skagens Museum, hvor det nu er en del af samlingen.

## Baggrund
Laurits Tuxen var uddannet på Det Kongelige Danske Kunstakademi i København. Han besøgte først Skagen i 1870. Efter yderligere besøg i 1870'erne fik han i 1901 endelig en sommerbolig på Skagen sammen med sin anden kone Frederikke Treschow. Han var ikke på Skagen, da kunstnerkolonien nåede sit højeste i 1880'erne, men han er nu anset for at være en af Skagens vigtigste malere pga. de mange værker, han malede fra 1901 til sin død i 1927. Han huskes først og fremmest for sine store scener med - og portrætter af de kongelige familier i Europa.